# Javier Ortiz
Javier Ortiz Estévez (San Sebastián, 24 de enero de 1948 - Madrid, 28 de abril de 2009) fue un periodista español. 

## Biografía
Comenzó su actividad periodística a los dieciocho años en publicaciones clandestinas durante la dictadura franquista, por lo que fue arrestado en varias ocasiones. Tuvo también divergencias con el PCE (p.e., cuando este partido se negó a manifestarse por las ejecuciones de Salvador Puig Antich y Heinz Chez); militó en el MCE. Exiliado en Francia, regresó a España a la muerte de Franco, formó parte de la Platajunta y fundó Saida, revista de línea republicana que fue varias veces secuestrada, así como sus miembros arrestados. Posteriormente se unió al grupo fundador de Liberación, diario alternativo de izquierdas de corta duración, en el que ejerció de redactor-jefe de la sección de Sociedad y de jefe de cierre. En 1985 comenzó un trabajo más tranquilo como redactor jefe de la revista Mar, del Instituto Social de la Marina.
Pedro J. Ramírez le ofreció colaborar en la fundación del diario El Mundo. Fue redactor-jefe, fundó la redacción de la edición del País Vasco y fue subdirector y jefe de Opinión en la edición central. En 2000 dejó sus cargos directivos en dicho diario, con el que a partir de entonces colaboró de forma externa con dos columnas semanales. Posteriormente compaginó su labor como comentarista en Radio Euskadi y ETB con la dirección de Foca, colección de ensayos políticos de la editorial Akal. En septiembre de 2007 se incorporó como columnista en el diario Público.
Falleció la madrugada del 28 de abril de 2009. Dejó escrito su propio obituario.

## Obra
- Matrimonio, maldito matrimonio. Manual para novatos, usuarios y reincidentes (Ediciones B, 1991).
- Jamaica o muerte (Akal, 1994).
- El felipismo, de la A a la Z (Espasa, 1996).
- Diario de un resentido social (Talasa, 2001).
- Ibarretxe (La Esfera de los Libros, 2002).
- El poder de la prensa y la prensa en el poder en Repensar la Prensa (Editorial Debate, 2002, libro en colaboración con Enrique Gil Calvo y Manuel Revuelta).
- Miradas sobre Euskadi (Alga, 2004, en colaboración con otros nueve ensayistas).
- Xabier Arzalluz. Así fue (Foca, 2005).
- José K, torturado (Editorial Atrapasueños, 2010).

Fue también editor y coautor de diversas obras, como ¡Palestina existe! (Foca, 2002) y Washington contra el mundo (Foca, 2003).